# Karl-Heinz Drexhage
Karl-Heinz Drexhage (* 25. Februar 1934 in Herford, Nordrhein-Westfalen; † 31. März 2022 in Siegen) war ein deutscher Physikochemiker und Hochschullehrer.

## Leben
Karl-Heinz Drexhage studierte nach seinem Abitur am Gymnasium Leopoldinum in Detmold Chemie an der Philipps-Universität Marburg. 1964 beendete er sein Studium mit einem Doktorat mit Auszeichnung zum Dr. phil. bei dem Physikochemiker Hans Kuhn am Institut für Physikalische Chemie der Universität Marburg. 1967 habilitierte er sich in Marburg. Anschließend war er als Postdoc bei IBM in San José im US-Bundesstaat Kalifornien und als Forschungsassistent bei Kodak in Rochester im US-Bundesstaat New York tätig.
1978 erhielt er einen Ruf auf den Lehrstuhl für Physikalische Chemie an der Gesamthochschule Siegen, der heutigen Universität Siegen. 1981 bis 1983 war er Dekan der chemischen Fakultät. Nach seiner Emeritierung 1999 war er Co-Gründer der ATTO-TEC GmbH, einem Spin-off der Universität Siegen sowie der ATTO Patent GmbH.
Drexhage war ein Experte für Farbstoffe, insbesondere synthetische Farbstoffe, die in der Medizin und in der Kriminaltechnik – vor allem bei DNA-Analysen – eingesetzt wurden. Er war Erfinder der Farbstoffe ATTO MB2 oder ATTO Rho12. Er arbeitete unter anderem mit dem Nobelpreisträger Stefan Hell und dem Max-Planck-Institut für biophysikalische Chemie in Göttingen zusammen, der die von Drexhage entwickelten STED-Verfahren für fluoreszierende Farbstoffe für die optische Nanoskopie einsetzte.
Karl-Heinz Drexhage starb im Alter von 88 Jahren im Siegerland.

## Schriften
- Karl-Heinz Drexhage, Erich P. Ippen, Charles Shank, Theodor Hänsch, B. B. Snavely, H. Gerhardt, Fritz Peter Schäfer (Herausgeber): Dye lasers (Topics in Applied Physics), 1990, ISBN 978-3-540-51558-6 (Neuauflage)